# Lovre Kalinić
Lovre Kalinić (Split, 3 de abril de 1990) é um futebolista croata que atua como goleiro. Atualmente joga pelo Hajduk Split.

## Carreira
Lovre Kalinić fez parte do elenco da Seleção Croata de Futebol da Eurocopa de 2016.